# Diócesis de Groninga (antigua)
La diócesis de Groninga (antigua) (en latín: Dioecesis Groningensis y en neerlandés: Bisdom Groningen) fue una circunscripción eclesiástica de la Iglesia católica en los Países Bajos. Se trataba de una diócesis latina, sufragánea de la arquidiócesis de Utrecht. Fue suprimida de hecho al morir su último obispo el 7 de marzo de 1603.

## Territorio y organización
La diócesis extendía su jurisdicción sobre los fieles católicos de rito latino residentes en aproximadamente el territorio de las actuales provincias de Groninga y Drenthe, además de algunas localidades de Overijssel.
La sede de la diócesis se encontraba en la ciudad de Groninga, en donde se halla la iglesia de San Martín, que fue la catedral de la diócesis hasta el 27 de julio de 1594, cuando se celebró el primer oficio protestante y hoy pertenece a la Iglesia protestante en los Países Bajos.

## Historia
Ya en el curso de la primera mitad del siglo XVI, después de que las Diecisiete Provincias, de las que formaban parte los actuales Países Bajos, entraron a formar parte de los territorios sometidos al dominio del emperador Carlos V, fue proyectada una reorganización eclesiástica de los Países Bajos españoles, pero los proyectos de 1525 y de 1551-1552 no se realizaron.
Sólo con el advenimiento del rey Felipe II en 1556 se pudo iniciar la redefinición de la geografía eclesiástica de las posesiones españolas. Una comisión especial redactó un extenso informe, acompañado de mapas geográficos, sobre la oportunidad de iniciar un programa de erección de nuevas diócesis que, en el contexto de la Contrarreforma, favoreciera una intensificación de la vigilancia pastoral, con miras a poner un freno a la corrupción y la decadencia moral en el clero, y al mismo tiempo poder limitar el progreso de las ideas teológicas de los reformadores alemanes y suizos.
El 12 de mayo de 1559, mediante la bula Super universas, el papa Paulo IV erigió 14 nuevas diócesis, entre ellas la de Groninga, que, junto con las cuatro preexistentes, formaron tres nuevas provincias eclesiásticas, a saber, Cambrai, Malinas y Utrecht. La nueva diócesis de Leeuwarden pasó a ser sufragánea de la última arquidiócesis, de la que había sido creada. La bula estipulaba que los obispos fueran nombrados por el rey, nombramiento al que seguiría la institución canónica realizada por la Santa Sede.
Sin embargo, la bula Super universas no definía los límites de las diócesis, no establecía el número de parroquias y sobre todo no preveía los medios de subsistencia de las mensas episcopales. Una comisión encargada de estudiar estos aspectos trabajó durante más de dos años, y recién el 7 de agosto de 1561 se publicó la bula Regimini universalis ecclesiae del papa Pío IV, que finalmente dio una fisonomía territorial a la diócesis de Groninga. El territorio se derivó en gran parte de la arquidiócesis de Utrecht, a excepción de los territorios en el extremo norte, que habían pertenecido a las sedes de Osnabrück (unas pocas parroquias en Westerwolde) y Münster. Para Münster la pérdida de las parroquias relativamente ricas de Ommelanden fue un duro golpe. Las invasiones del obispo de Münster en el siglo XVII pretendían en parte reparar esa pérdida.
La mensa episcopal se estableció gracias a los ingresos de la abadía premonstratense de Wittewierum y de la abadía cisterciense de Aduard.
Las provincias del noreste de los Países Bajos, sin embargo, se opusieron a esta organización eclesiástica, por temor a que reforzara la influencia española en esas regiones, que solo unas décadas antes se habían convertido en posesiones españolas. El obispo Johan Knĳf, exsuperior provincial de los franciscanos de los Países Bajos, nombrado el 8 de agosto de 1561, fue consagrado recién en 1563; prefirió suspender por el momento la toma de posesión de su diócesis y decidió actuar como obispo auxiliar de la arquidiócesis de Utrecht para aquellas regiones que hasta ese momento formaban parte de ella. Solo el 15 de octubre de 1568 pudo tomar posesión de la diócesis e implementar las bulas papales de 1559 y 1561. Esto sólo fue posible con la seguridad de las tropas del duque de Alba.
En mayo de 1569 Knĳf convocó un sínodo diocesano, donde se promulgaron los decretos de reforma del Concilio de Trento. El obispo intentó, sin grandes resultados, reformar el clero, imponer en todas partes la liturgia romana, visitar las parroquias de su diócesis con cierta frecuencia; también intentó establecer un seminario en los locales de la abadía de Wittewierum, donde había colocado su curia, pero sin éxito.
Después de la muerte de Johan Knĳf en 1578 debido a la peste, ya no fue posible establecer un obispo en Groninga, debido a la oposición de las autoridades locales, y los dos obispos elegidos, Jan van Bruhesen en 1589 y Arnouldus Nĳlen en 1593, nunca tomaron posesión de la diócesis. Luego de la guerra de los Ochenta Años, los calvinistas del duque Mauricio de Nassau y del estatúder Guillermo Luis de Nassau-Dillenburg conquistaron Groninga el 22 de julio de 1594 y el culto católico fue prohibido. El obispo Arnouldus Nĳlen huyó a Bruselas. La diócesis de Groninga subsistiría hasta 1603, cuando fue suprimida de hecho tras el fallecimiento del obispo Nijlen el 7 de marzo.
A partir de este momento, el territorio de la diócesis se convirtió en tierra de misión, encomendada a la Missio Hollandica (Hollandse Zending). Solo a partir de 1610 el jefe de la misión, Sasbout Vosmeer, pudo enviar periódicamente misioneros a estas regiones, pero muy pocos en comparación con las necesidades locales. En 1628 había solo 5 misioneros y solo Groninga tenía un sacerdote residente. La población católica, todavía suficientemente numerosa a mediados del siglo XVII, especialmente en el campo, disminuyó drásticamente por la falta de misioneros. Solo a finales de siglo, Johannes van Neercassel pudo organizar estaciones de misión fijas, divididas en 4 distritos. En las primeras décadas del siglo XVIII estas estaciones misioneras pasaron a formar parte del arciprestazgo del Norte, con sede en Haarlem y con jurisdicción sobre todas las antiguas diócesis del norte del país.
En el momento de la restauración de la jerarquía católica en los Países Bajos en 1853, el catolicismo se redujo al mínimo, a excepción de algunas áreas fronterizas donde los emigrantes alemanes de fe católica habían llegado a establecerse. En la provincia de Drenthe había muy pocas localidades donde la proporción de católicos superaba el 1%. En Groninga, se estima que los católicos representaban el 16% de la población de la ciudad, pero en el resto de la provincia el porcentaje oscilaba entre el 0.1 y el 2%. Por esta razón, la antigua diócesis no fue restaurada y su territorio fue anexado al de la arquidiócesis de Utrecht.

### Restauración
Un siglo después, se decidió la restauración de la diócesis, erigida el 16 de julio de 1955 mediante la bula Dioecesium immutationes del papa Pío XII. Su territorio, obtenido del de la arquidiócesis de Utrecht, incluía, además del territorio de la antigua sede, también el de la diócesis de Leeuwarden. El 26 de noviembre de 2005 tomó el nombre de diócesis de Groninga-Leeuwarden.

## Episcopologio

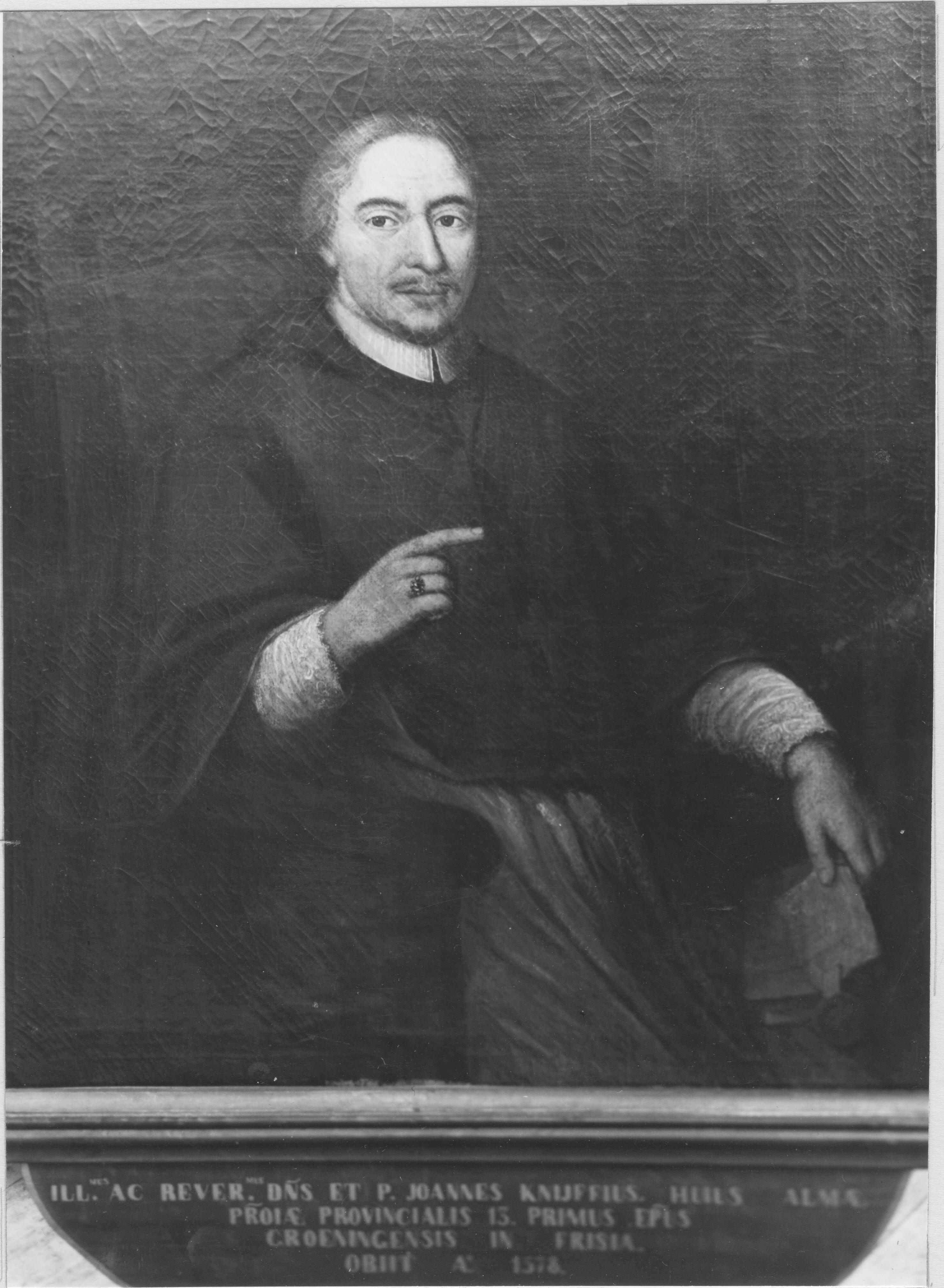
Johan Knĳf, primer obispo de Groninga

- Johan Knĳf, O.F.M.Obs. (8 de agosto de 1561-1 de octubre de 1578 falleció)
  - Jan van Bruhesen (?-1592 nombrado arzobispo de Utrecht) (obispo electo)
  - Arnouldus Nĳlen (antes de 1594-7 de marzo de 1603 falleció) (obispo electo)